# Officine Meccanica Giuseppe Meldi
Officine Meccanica Giuseppe Meldi war ein italienischer Hersteller von Automobilen und Seitenwagen.

## Unternehmensgeschichte
Giuseppe Meldi gründete 1921 das Unternehmen und begann mit der Produktion von Seitenwagen und Automobilen. Der Markenname lautete Meldi. 1933 endete die Produktion von Automobilen, die lediglich zwölf Exemplare betrug. Die Beiwagen wurden bis 1953 gebaut.

## Automobile
Bei den Automobilen handelte es sich um Cyclecars. Basis war ein Modell von Della Ferrera. Für den Antrieb standen luftgekühlte V2-Motoren von Della Ferrera mit 1000 cm³ Hubraum sowie Vierzylindermotoren von Chapuis-Dornier mit 750 cm³ Hubraum und Citroën mit 855 cm³ Hubraum zur Verfügung. Die Fahrzeuge boten wahlweise Platz für zwei oder vier Personen.